# Megalinga insignata
Megalinga insignata är en tvåvingeart som beskrevs av Irwin och Lyneborg 1981. Megalinga insignata ingår i släktet Megalinga och familjen stilettflugor. Inga underarter finns listade i Catalogue of Life.